# Нагорная проповедь

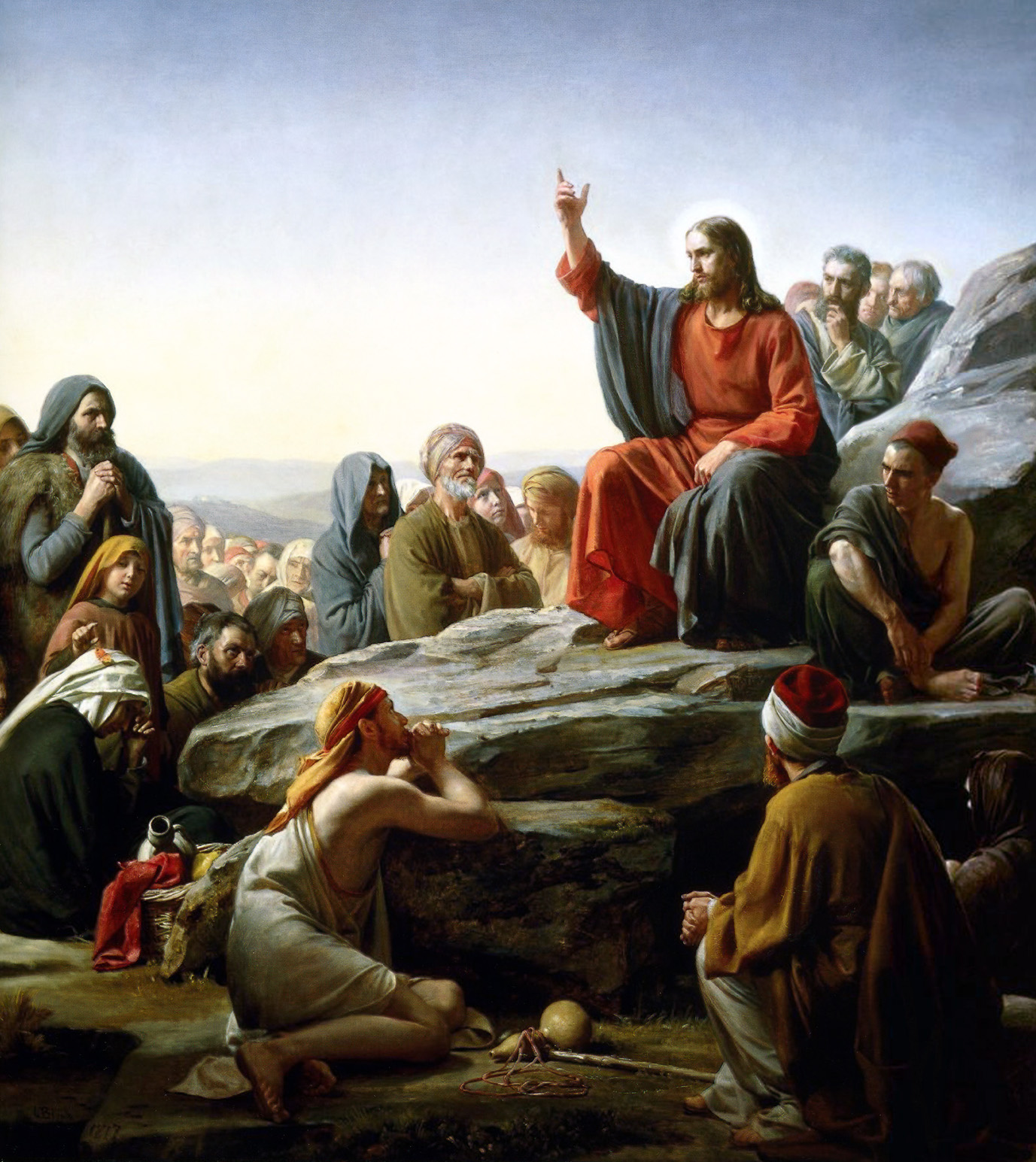
К. Г. Блох. «Нагорная проповедь». 1877. Масло на меди. Датский музей национальной истории, Фредериксборг.
Христиане верят, что Иисус Христос принёс людям Новый Завет. Нагорную проповедь иногда считают аналогом провозглашения Моисеем Десяти заповедей на горе Синай

Наго́рная про́поведь — собрание изречений Иисуса Христа в Евангелии от Матфея, преимущественно отражающих моральное учение Христа. В главах с 5 по 7 Евангелия от Матфея повествуется о том, что Иисус произнёс эту проповедь (около 30 года н. э.) на склоне горы своим ученикам и толпе людей. Исследователи Евангелия от Матфея выделяют в этом Евангелии в учении Иисуса Христа 5 частей, Нагорная проповедь из них — первая. Другие касаются учеников Христа, Церкви, Царствия Небесного, а также жёсткое осуждение книжников и фарисеев.
Самая известная часть Нагорной проповеди — Заповеди блаженства, помещённые в начале Нагорной проповеди. Также в Нагорную проповедь входят: милостыня, молитва «Отче наш», пост, заповедь «не противиться злому» (Мф. 5:39), «подставить другую щёку», а также Золотое правило. Также из Нагорной проповеди часто цитируются выражения: «соль земли» (Мф. 5:13), «свет мира» (Мф. 5:14), и «не судите, да не судимы будете» (Мф. 7:1).
Многие христиане считают Нагорную проповедь комментарием к десяти заповедям. Христос предстаёт истинным толкователем закона Моисеева. Также считается, что в Нагорной проповеди сосредоточено основное содержание христианского учения, именно так к этой части Евангелия относятся многие религиозные мыслители и философы, например Лев Толстой, Ганди, Дитрих Бонхёффер, Мартин Лютер Кинг. Такое воззрение является одним из основных источников христианского пацифизма.

## Гора Блаженств

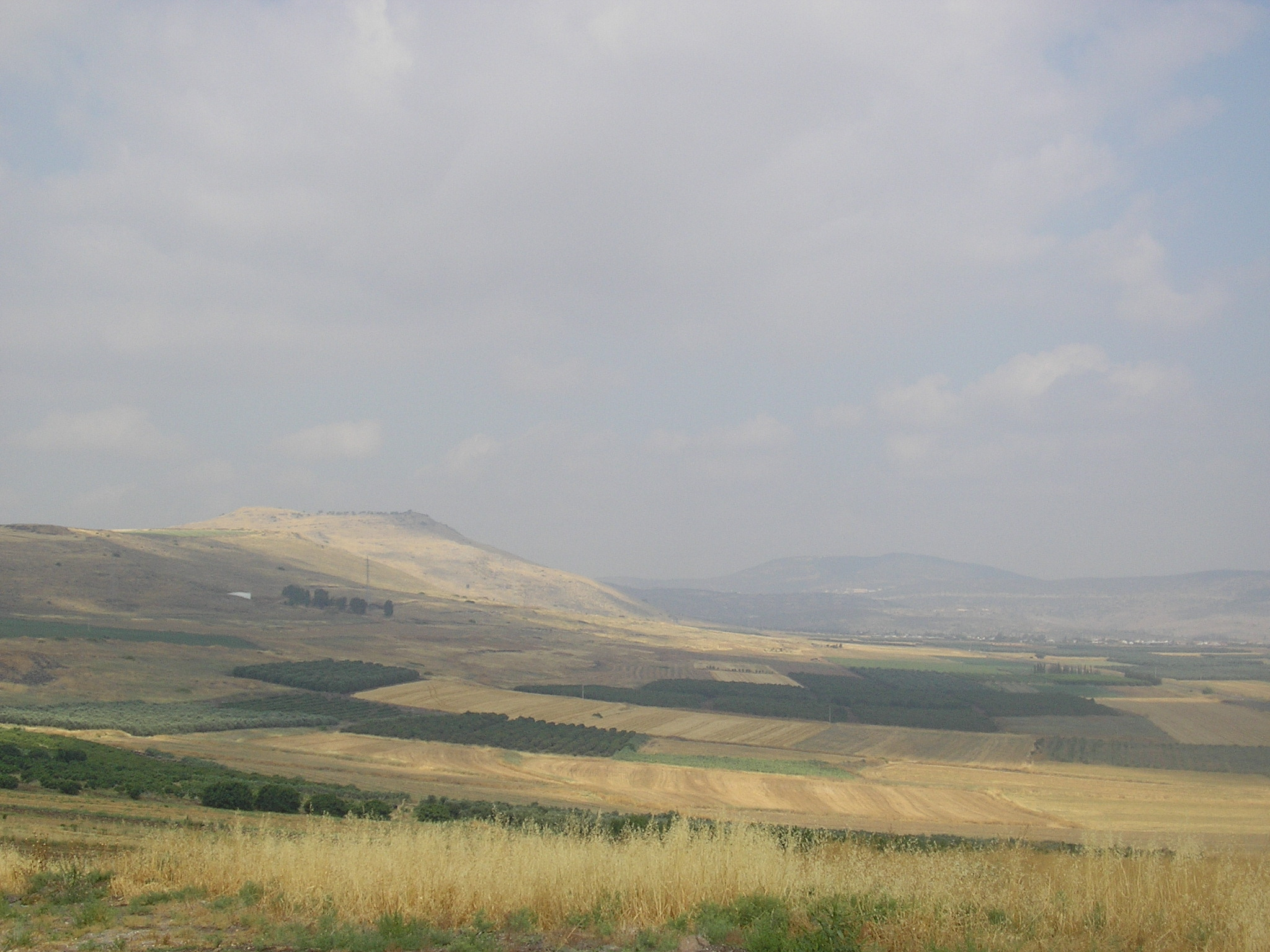
Карней Хиттин

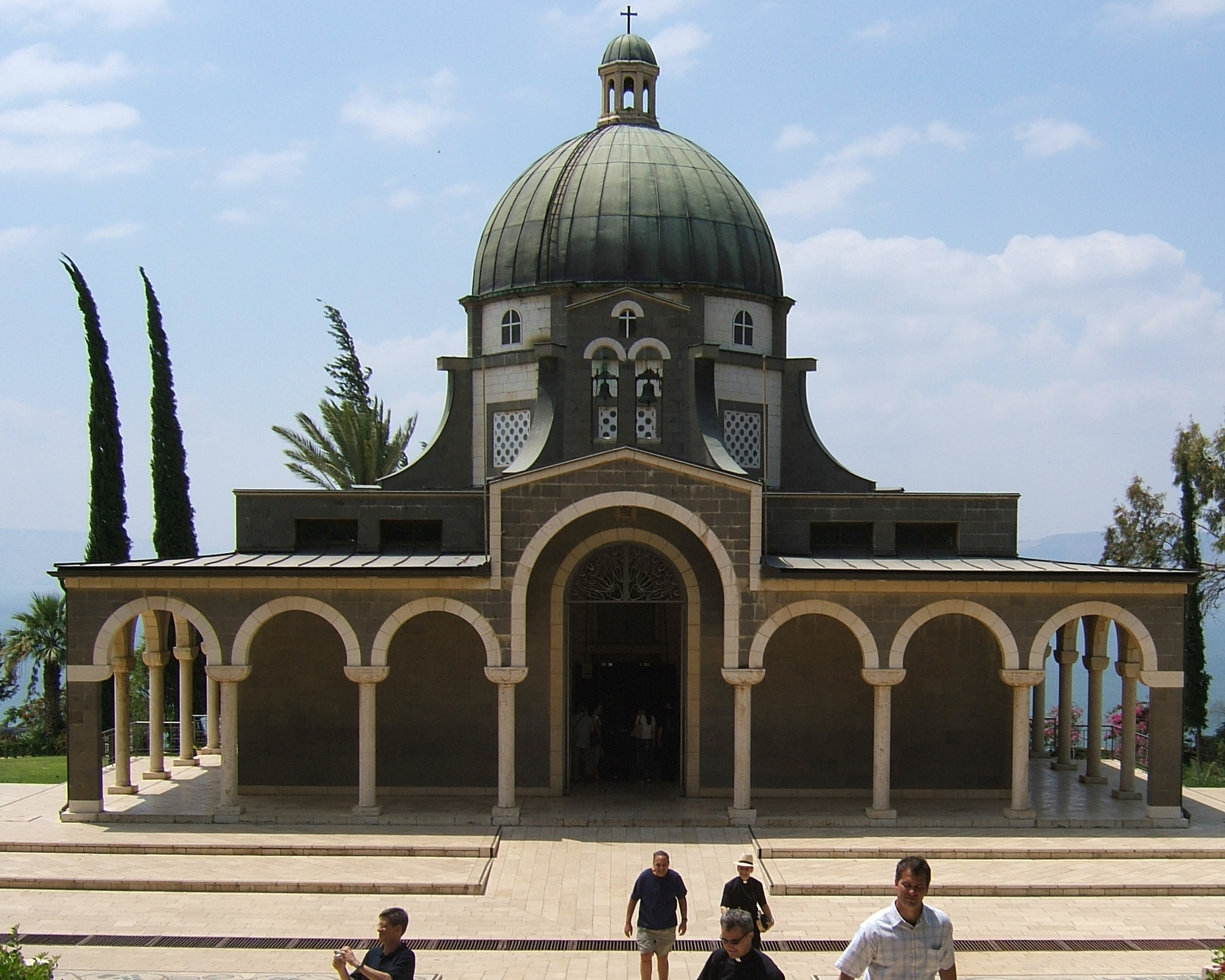
Католическая церковь Блаженств на северо-западном побережье Галилейского озера, на холме около Табхи.

Гора, на которой была произнесена Нагорная проповедь, получила название «гора Блаженств». И хотя в этой части Галилеи нет настоящих гор, к западу от Галилейского озера есть несколько больших холмов. Кроме того, некоторые учёные считают, что греческое слово, употребленное в Мф. 5:1, более точно переводится как «гористая область» или «холмы», а не просто «гора».
Паломница Эгерия (около 380 года) сообщала о том, что Иисус Христос произнёс заповеди блаженства в пещере на горе, расположенной около места, где Иисус Христос умножил пять хлебов и две рыбы, недалеко от Капернаума.
Крестоносцы в качестве этой горы выбрали Карней Хиттин (букв. «Рога Хиттина», поскольку она имеет две вершины), которая расположена на пути между Фавором и Капернаумом, примерно в 6 км к западу от Тверии. Католическая энциклопедия 1913 года и Международная стандартная библейская энциклопедия 1939 года называли эту гору традиционным местом Нагорной проповеди. По́зднее греческое православное предание также считало склоны этой горы местом этого события. Во времена Наполеона некоторые полагали, что гора Блаженств — это гора Арбель, расположенная на западном берегу Галилейского озера, южнее Капернаума.
С середины XX века, после постройки на вершине горы, расположенной в непосредственной близости от Табхи, католического храма Заповедей Блаженства, именно она стала известна как гора Блаженств. В настоящее время версия о том, что местом произнесения Нагорной проповеди является Рога Хаттина, принята некоторыми протестантами.
Блаженный Августин в своём комментарии на Нагорную проповедь говорит о параллели этой проповеди с восхождением Моисея на гору Синай. Он считает, что такой символизм указывает на Иисуса Христа как на восполняющего заповеди Моисея.

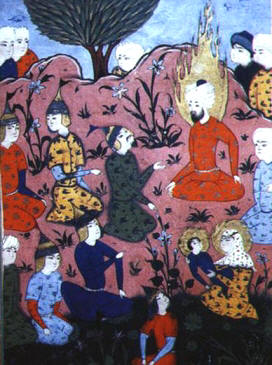
Персидская миниатюра, изображающая Нагорную проповедь в исламском представлении.

## Сравнение с Проповедью на равнине
Евангелист Матфей схожие наставления Иисуса Христа собрал (как считают некоторые исследователи) вместе, а у Луки тот же материал рассеян по всему Евангелию. Нагорную проповедь можно сравнить со схожим, хотя более сжатым, фрагментом в Евангелии от Луки, называемым «Проповедь на равнине» (Лк. 6:17−49). Обстоятельства произнесения проповеди схожи: то же время и, возможно, то же место. Некоторые учёные считают, что речь идёт об одной и той же проповеди, а другие полагают, что Иисус часто проповедовал одно и то же в различных местах. Также существует мнение, что как минимум одна из этих проповедей в самом деле никогда не была произнесена, а представляет собой компиляцию, записанную автором в форме проповеди для того, чтобы представить учение Иисуса, имевшееся в документе Q.

## Слушатели
В Евангелии от Матфея Иисус садится перед произнесением проповеди, что может означать, что она не была предназначена для всего народа. Учителя в синагоге всегда сидели, преподавая учение. Матфей показывает, что ученики были основными слушателями Христа, и этот взгляд поддерживает церковная традиция, что отразилось в произведениях искусства (на картинах ученики сидят вокруг Иисуса, а народ на отдалении, хотя и может слышать произносимое). Пинхас Лапиде считает, что проповедь была предназначена для трёх групп слушателей: учеников, народа и всего мира. Иоанн Златоуст считал, что проповедь была предназначена для учеников, но должна была распространиться и дальше, и поэтому была записана.

## Структура
Нагорная проповедь состоит из следующих частей:

### Введение (Мф.5:1—2)
Собирается большая масса народа, так как Иисус совершил исцеление. Христос поднимается на гору и начинает говорить.

### Заповеди блаженства (Мф.5:3—12)
Заповеди блаженства описывают свойства людей в Царствии Небесном. Христос даёт обетование блаженства. В Евангелии от Матфея девять блаженств, в Евангелии от Луки четыре, и после них идут четыре «горе вам» (Лк. 6:17—49). У Матфея более, чем у Луки, подчёркивается моральная, духовная составляющая христианского учения.

### Притча о соли и свете (Мф.5:13—16)
Завершает заповеди блаженства, посвящённые народу Божиему, и вводит следующую часть.

### Объяснение Закона (Мф.5:17—48)
Согласно христианскому вероучению, в отличие от десяти заповедей Ветхого Завета, имевших ограничительный, запретительный характер, девять заповедей блаженства указывают на то душевное расположение, которое приближает человека к Богу и ведёт его к духовному совершенству и Царству Небесному. Здесь Иисус не отменяет Закон Моисея, а разъясняет, толкует его. Так, например, заповедь «не убий» истолковывалась в её буквальном, узком смысле; в Новом Завете она получает более широкий и глубокий смысл и распространяет своё действие даже на напрасный гнев, могущий сделаться источником вражды, с её гибельными последствиями, и на всякие презрительные и унизительные для человека выражения. В Новом Завете закон карает уже не только руку, совершающую убийство, но и самое сердце, питающее вражду: отвергается даже дар, приносимый Богу, пока сердце приносящего питает в себе какое-нибудь злое чувство. Греховность прелюбодеяния — нарушения супружеской верности (Лев. 20:10, Втор. 5:18) усматривается даже во взгляде на женщину «с вожделением» (Мф. 5:28).
Иисус наполняет новым смыслом и заново толкует закон Моисеев и в особенности десять заповедей, в части нагорной проповеди, называемые «антитезами»: за вводной фразой «Вы слышали, что сказано древним» следует толкование Иисуса.

### Не делай, как делают лицемеры (Мф.6)
Только такие милостыня, молитва, пост угодны Богу, которые не творятся «напоказ», ради людской похвалы. Ученики Христа не должны заботиться о земном благосостоянии, ища сокровищ Царствия Небесного.

### Молитва Господня
Молитва «Отче наш» введена в часть Нагорной проповеди, посвящённую лицемерам. Это — пример молитвы, которой следует молиться Богу. Молитва Господня содержит параллели к Первой книге Паралипоменон (1Пар. 29:10—18).

### Не судите, да не судимы будете (Мф.7:1—5)
Иисус говорит, как просто избежать осуждения, и обличает тех, кто судит других прежде себя самих. Дальнейшее подтверждение этой мысли содержится в словах: «и какою мерою мерите, такою и вам будут мерить» (Матф.7:2). Иисус Христос поясняет: «И что ты смотришь на сучок в глазе брата твоего, а бревна в твоем глазе не чувствуешь» (Матф.7:3).

### Благость Небесного Отца и святость (Мф.7:7—29)
Иисус завершает Нагорную проповедь предупреждением против лжепророков и подчёркивает, что человек не способен сделать ничего благого без Бога. Приводит сравнение мужа благоразумного, построившего дом на камне и неблагоразумного — построившего на песке.

## Толкование
Нагорная проповедь вызывала массу толкований и исследований. Многие святые отцы и учителя церкви, например Иоанн Златоуст и Августин, с любовью останавливались на толковании Закона Моисеева, а затем и новая литература стала изобиловать трактатами, ему посвящёнными (например, Tholuck, «Bergrede Christi»; Achesis, «Bergpredigt»; Creighton, «Great Charter of Christ» и др.). Видное место отводится Нагорной проповеди во всех главнейших экзегетических трудах. В русской литературе имеется много отдельных рассуждений о Нагорной проповеди: едва ли можно указать такого более или менее выдающегося проповедника, который не объяснял бы её (напр. Филарет Московский, Макарий Московский, Димитрий Херсонский, Виссарион Костромской и многие др.). Часто затруднение у читающих Нагорную проповедь вызывает строка «Блаженны нищие духом, ибо их есть Царство Небесное». Священнослужители (как православные, так и католические) интерпретируют «нищих духом» не как бездуховных людей, а как людей, понимающих свою потребность в духе, алчущих духовности, а также людей смиренных, считающих себя недостаточно духовными и совершающими активные действия для восполнения духовной нищеты.
Один из сложных вопросов христианского богословия — насколько учение Нагорной проповеди совместимо с повседневной жизнью христианина. Богословы различных христианских конфессий по-разному толкуют Нагорную проповедь.
1. Буквальное понимание учения отвергает любые компромиссы. Если верующий, следуя Писанию, лишается чего-либо земного, это не должно быть препятствием к выполнению слов Евангелия. Так Нагорную проповедь понимали Франциск Ассизский, Дитрих Бонхёффер, Лев Толстой в последние годы жизни. Так понимали Нагорную проповедь и восточные Отцы Церкви. Среди протестантов к такому взгляду близки анабаптисты, и еще в большей степени — современные анабаптистские группы — меннониты и хуттериты.
2. Изменение текста Евангелия — один из методов, довольно распространённый, но не относящийся ни к одной из конфессий. В древности писцы просто изменяли текст, чтобы сделать проповедь более простой для понимания. Так, в Мф 5:22 писцы изменили фразу «всякий, гневающийся на брата своего, подлежит суду» на фразу «всякий, гневающийся на брата своего напрасно, подлежит суду»[21]. Мф 5:44 «любите врагов ваших» заменено на «молитесь за врагов ваших» в Оксиринхском папирусе 1224 6:1a; Дидахе 1:3; у Поликарпа Смирнского Pol. Phil. 12:3. В Мф 5:32 исключение для совершения развода «кроме вины любодеяния», возможно, добавлено Матфеем, так как его нет в аналогичных местах Лк 16:18, Мк 10:11, or 1 Кор 7:10—11; и в 1 Кор 7:12—16.
3. Гиперболическое толкование, одно из самых распространённых, гласит, что принципы, провозглашенные Иисусом в Нагорной проповеди, — только лишь гиперболы, и в реальной жизни они не должны выполняться столь категорично. Большинство толкователей, впрочем, действительно согласны, что некоторые положения Нагорной проповеди гиперболистичны, в особенности стих 5:29, однако нет общего мнения, какие части должны пониматься буквально, а какие — нет.
4. Согласно методу основных принципов, близкому к гиперболическому толкованию, Иисус в Нагорной проповеди не предлагает слушателям инструкций к выполнению, а только определяет основные принципы, которыми следует руководствоваться в жизни. Общие принципы иллюстрируются в проповеди примерами.
5. Римская католическая церковь придерживается двойственного толкования. Всё учение Нагорной проповеди делится на общие положения и частные случаи (см. Евангельские советы). Выполнение первых является необходимым условием спасения и обязательно для всех христиан; вторые — для совершенствующихся в Боге, их должны исполнять клирики и монахи. Так толковал Нагорную проповедь блаженный Августин Иппонский и тщательно разработал св. Фома Аквинский; подобное толкование дошло до нас в Дидахе (Did. 6:2): «Если ты способен нести полное иго Господне, ты будешь совершенным; но если ты к этому неспособен, делай то, на что ты способен». Такой взгляд популяризовал Джеффри Чосер в «Кентерберийских рассказах» (Wife of Bath’s Prologue).
6. Толкование два мира, разработанное Мартином Лютером, отвергшим римо-католический подход. Лютер разделял существование человека в духовном плане и в материальном, и считал, что безоговорочно Нагорная проповедь относится только к духовному миру. Во временном, материальном мире обязательства человека перед семьёй, обществом и государством вынуждают его идти на компромисс. Так, судья вынужден выносить приговоры преступникам, но в душе он должен скорбеть о погибших душах.
7. Толкование Нагорной проповеди, основанное на поиске аналогий в Писании, возникло вместе с библейской критикой. Внимательное чтение Писания показало, что некоторые из наиболее радикальных указаний Нагорной проповеди смягчаются другими местами Нового Завета. Например, Иисус, казалось бы, запрещает любую клятву, но апостол Павел клянётся в своих посланиях как минимум дважды; таким образом, возможны исключения. С другой стороны, сам апостол Павел вряд ли мог присутствовать на Нагорной проповеди лично. См. также Павлинистическое христианство.
8. Толкование, суть которого можно описать фразой «не что делаешь, а как делаешь», было разработано в XIX веке. Истоки его можно найти у блаженного Августина. Важно не то, что делает человек, а то, каким духом проникнуты его поступки.
9. Альберт Швейцер популяризовал толкование вре́менной этики. С этой точки зрения, Иисус был уверен, что конец света наступит очень скоро, и, таким образом, жизнь в материальном мире его не интересовала.

## Нагорная проповедь и Ветхий Завет
Нагорную проповедь часто ошибочно понимают как отмену Ветхого Завета, несмотря на то, что в самом её начале Иисус Христос чётко сказал против этого:
- «Не думайте, что Я пришел нарушить закон или пророков: не нарушить пришел Я, но исполнить. Ибо истинно говорю вам: доколе не прейдет небо и земля, ни одна иота или ни одна черта не прейдет из закона» (Мф. 5:17—18);
- «Если же хочешь войти в жизнь вечную, соблюди заповеди» (Мф. 19:17);
- «Ибо если бы вы верили Моисею, то поверили бы и Мне, потому что он писал о Мне. Если же его писаниям не верите, как поверите Моим словам?» (Ин. 5:46—47);
- «Если Моисея и пророков не слушают, то если бы кто и из мертвых воскрес, не поверят» (Лк. 16:31).

### Православные материалы
- Митрополит Иларион (Алфеев). Иисус Христос. Жизнь и учение: Книга 2. Нагорная проповедь
- Александр (Милеант), епископ. Нагорная Проповедь  (недоступная ссылка с 26-05-2013 [4434 дня] — история, копия)
- Феофилакт Болгарский Толкование Евангелие от Матфея (глава 5)
- Augustine: On the Sermon on the Mount

### Материалы кальвинистов
- Толкование Нагорной проповеди
- Подробное толкование Нагорной проповеди. Библия учит справедливому воздаянию, а не уступчивости

| Жизнь Иисуса: Нагорная проповедь или Проповедь на равнине |                     |                                                        |
| После отправки Двенадцати апостолов на проповедь          | Новый Завет События | Перед воскрешением сына Наинской вдовы Чудеса Христовы |